# 大寅镇
大寅镇，是中华人民共和国四川省南充市仪陇县下辖的一个乡镇级行政单位。2019年9月，撤销九龙乡和灯塔乡，将其所属行政区域划归大寅镇管辖。

## 行政区划
大寅镇下辖以下地区：
二龙社区、柏杨村、楼房村、柳林村、印台村、西华村、平桥村、石骡村、宏图村、枫香村、利民村、葫芦村、金家村、高山村、海桥村、龙岗村、梨坪村、梨园村和回龙村、思源村、民主村、民乐村、互通村、双凤村、香炉村、凉桥村、川星村、天门村、花山村、裕民村、海螺村、三星村、卫东村和尖峰村、火烟村、天平村、花桥村、断桥村、枫坪村、双河村、桥亭村、峰岩村、柏树村、凤鸣村、双山村、中梁村、复元村、双坝村和文峰村。